# Lanig Mons
Il Lanig Mons è una struttura geologica della superficie di Venere.